# Dorotea av Danmark (1528–1575)
Dorotea av Danmark, född 1528, död 1575, var en dansk prinsessa, hertiginna av Mecklenburg-Gadebusch genom sitt äktenskap med hertig Kristofer av Mecklenburg. Hon var dotter till kung Fredrik I av Danmark och Sofia av Pommern. Äktenskapet ägde rum 1573 och var barnlöst. 
Dorotea växte upp hos sina morföräldrar i Pommern men tillbringade sitt vuxna liv vid det danska hovet och hos sin mor i Kiel. Hon åtföljde sin brorsdotter Anne på dennas bröllop i Sachsen 1548. Hennes syster Elisabet lät uppföra ett gravmonument över henne i Güstrow.